# النمادية (بعدان)

تعديل مصدري - تعديل

النمادية محلة تابعة لقرية الموجور، التابعة لعزلة دلال بمديرية بعدان إحدى مديريات محافظة إب في الجمهورية اليمنية

## التعداد السكاني
بلغ تعداد سكانها 26 حسب تعداد اليمن لعام 2004.